# Río Ottawa

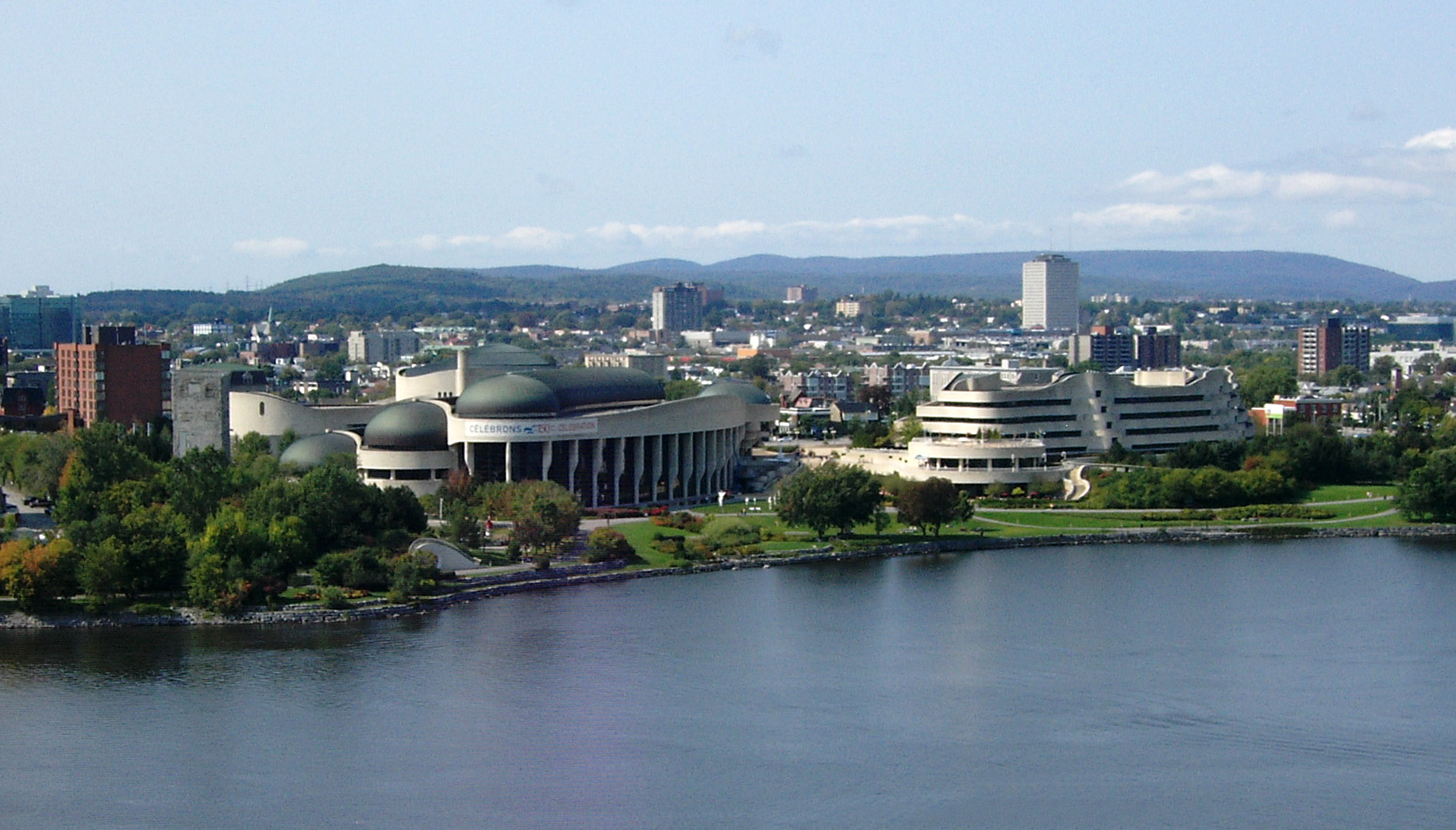
Río Otawa, a su paso por Gatineau.

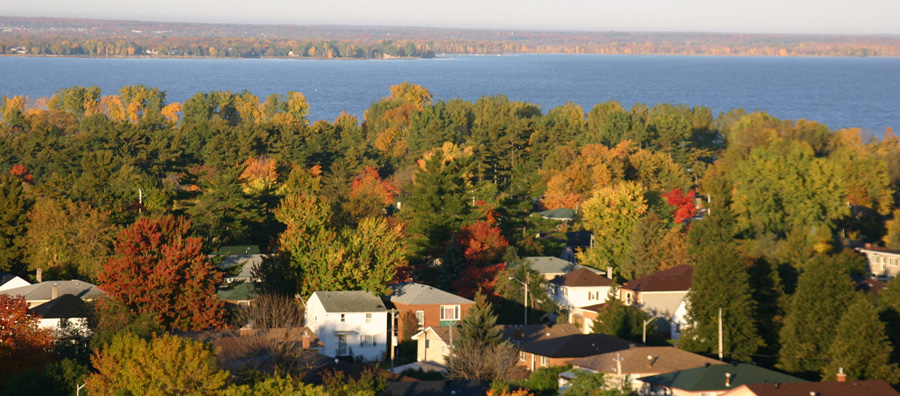
Río Ottawa

El río Outaouais u Ottawa (del inglés: 'Ottawa River'); en francés: Rivière des Outaouais es un largo río de Canadá, que en la mayor parte de su recorrido, divide las provincias canadienses de Ontario y Quebec. Tiene una longitud de 1271 km y drena una cuenca hidrográfica de 146.000 km². A sus orillas se encuentra la capital de Canadá, Ottawa. Desemboca en el Lac des Deux Montagnes que en su torno desemboca en el río San Lorenzo, la Rivière des Prairies que rodea entra la isla Jesús (Laval) y la isla de Montreal y la Rivière des Mille Îles que rodea al norte de la isla Jesús.

## Afluentes
Los principales afluentes del río Ottawa son los siguientes:
- Río Bonnechere, con una longitud de 145 km;
- Río Coulonge, con una longitud de 217 km;
- Río Dumoine, con una longitud de 129 km;
- Río Gatineau, con una longitud de 386 km;
- Río Kipawa, con una longitud de 180 km;
- Río du Lièvre, con una longitud de 330 km;
- Río Madawaska, con una longitud de 230 km;
- Río Mattawa, con una longitud de 76 km;
- Río Mississippi (Ontario)
- Río Montreal
- Rivière du Nord
- Río Noire, con una longitud de 238 km;
- Río Petawawa, con una longitud de 187 km;
- Río Rideau, con una longitud de 146 km;
- Río Rouge, con una longitud de 161 km;
- Río South Nation, con una longitud de 175 km;

## Lagos formados por el río Ottawa

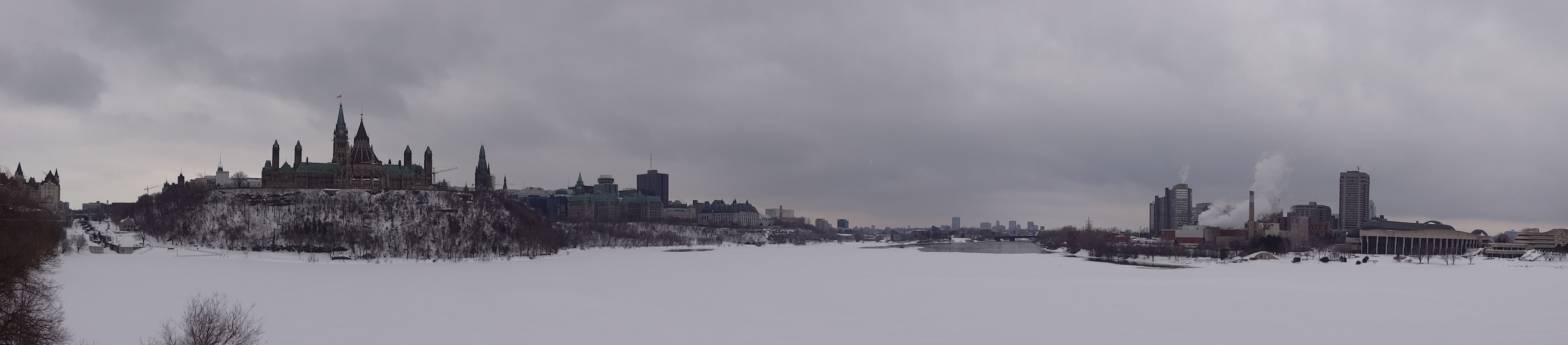
Río durante el invierno.

- Lac des Deux Montagnes
- Lago Deschênes
- Lago des-Chats
- Lago Coulonge
- Lago des Allumettes
- Rivière Creuse
- Lago Holden
- Lago Témiscamingue
- Réservoir Decelles
- Lago Simard